# Ботир Хусанбоев
Ботир Хусанбоев (узб. Botir Husanbayev, 20 червня 1993) — узбецький естрадний співак, актор, заслужений артист Узбекистану (2015). Ботир прославився в Узбекистані в 2007 році піснею "Sevma". Вон співає як узбецькою, так і російською мовами.
Великих успіхів Ботір досяг і в акторській майстерності. Ботір отримав широке визнання та визнання в Узбекистані після головної ролі в узбецькій драмі 2009 року «Пойма-пой» («Крок за кроком»). З тих пір він знявся в багатьох узбецьких комедіях. Особливо велику популярність принесли акторові фільми «Уйланіш» і «Окібат», які вийшли на великі екрани в 2010 році.

## Біографія
Ботір Хусанбаєв народився 20 червня 1993 року в Ташкенті. У 2009 році, після закінчення 10-ї школи імені Олександра Сергійовича Пушкіна, вступив до Академічної школи інформаційних технологій. Провчившись там 3 роки, у 2012 році він вступив до «Університету Пуни», розташованого в Пуні, Махараштра, Індія.

## Кар'єра
У 2006 році, під час навчання в школі, Ботір захопився вокалом. Він був відомий своєму наставнику і вчителю Фарруху Бадалбаєву. Свою першу пісню записав у 2007 році на студії Tarona Records. Назва пісні - Бу алам В результаті багаторічної роботи з майстром Фаррух Бадалбаєв навчився працювати на професійному рівні. Перший твір Фарруха Бадалбоєва, написаний для Батіра, і пісня «Їм». Цю пісню створювали 9 місяців.

### Професійна кар'єра
У 2007 році Ботір познайомився з головним редактором радіо Zamin FM Айбеком Алієвим і завдяки йому вперше підписав контракт зі студією Panterra. 6-7 травня 2008 року Ботр і його вчитель, співак Смандар провели спільну концертну програму «Моїм коханим» у концертному залі «Дружба народів» (нині «Істікляль»). Цей концерт став першим у кар'єрі Ботіра Хусанбаєва.
У серпні 2010 року став володарем Державної премії Ніхоль, створеної для підтримки молоді Узбекистану. В кінці 2011 року отримав номінацію M&TVA-2011 як «Кращий співак року», а також «Кращий кліп року».
24 травня 2011 року створив сім'ю. 25 вересня того ж року відбувся перший сольний концерт «Йор-Йор». За ці роки він випустив кілька аудіоальбомів, таких як «Sevma» (2007), «Sen ketding» (2009), «Yor-Yor» (2013). Крім того, він представив увазі шанувальників відеоматеріали своїх концертів «Якінларимга» та «Йор-Йор». У наступні роки з'явилися такі хіти Ботіра Хусанбаєва, як: Дарт, Омадінг келганда, Нулуфар, Йор-Йор, Боладжон, Назіра, Хафа кілдінг, Рандзіма, Озода, Юрак, Кабутарлар, Ей юрак, Йошлік і Азізлар.
Рішенням Узбекконсерту від 27 червня 2018 року його позбавляють ліцензії, а його музичні кліпи та музику припиняють показувати на радіо та телебаченні. Через заборону Ботир Хусанбоев займається бізнесом. Заборону на ботир знімуть у 2022 році.

## Дискографія

### Студійні альбоми
| рік  | Альбом  |
| ---- | ------- |
| 2009 | Yoshlik |
| 2011 | Alam    |
| 2013 | Yor-Yor |
| 2015 | Yurak   |
| 2022 | Vahshiy |

### Відеоальбом
| рік  | Відеоальбом |
| ---- | ----------- |
| 2009 | Yoshlik     |
| 2013 | Yor-Yor     |
| 2015 | Yurak       |

## Фільмографія
Нижче в хронологічному порядку-упорядкований список фільмів в яких  Ботир Хусанбоев з'явився.

### Фільми
| Рік  | Фільм            | Українське ім'я | Рол       | Джерело |
| ---- | ---------------- | --------------- | --------- | ------- |
| 2009 | Poyma-poy        | Крок за кроком  | Botya     |         |
| 2009 | Uylanish         | Одружуватися    | Ulug’bek  |         |
| 2010 | Oqibat           | Наслідок        | Jurnalis  |         |
| 2011 | Qorako'z         | Синяк під оком  | Qodir     |         |
| 2012 | Sungi qo’ng’iroq | Це дзвінок      | Azim      |         |
| 2016 | Majnuna          | Божевільний     | Haydovchi |         |
| 2016 | Virus 205        | Вірус 205       | Dr Donyor |         |

## Нагороди
- Найкращий співак 2009 року.
- У серпні 2010 року став володарем державної нагороди «Ніхол», створеної для підтримки молоді Узбекистану.
- 2011 Премія M&T-2011 «Кращий співак року».
- 2011 Премія M&T-2011 «Найкраще музичне відео року».
- 2014 Премія GQ-2014 «Кращий співак року».